# الیوت لستر
الیوت لستر (به انگلیسی: Elliott Lester) کارگردان فیلم‌های سینمایی و تلویزیون بریتانیا است که بیشتر به دلیل کارگردانی فیلم بلیتز شناخته می‌شود. او اولین کارگردانی خود را در سال ۲۰۰۶ با فیلم داروی عشق انجام داد.

## فیلم‌شناسی
- ۲۰۰۶: داروی عشق (کارگردان) [۳]
- ۲۰۱۱: بلیتز (کارگردان)
- ۲۰۱۴: بلبل (کارگردان و تهیه‌کننده)
- ۲۰۱۶: خوابگرد (کارگردان)
- ۲۰۱۷: عواقب (کارگردان)
- ۲۰۲۴: بیشه (کارگردان و تهیه‌کننده)